# Dikbekhoningvogel
De dikbekhoningvogel (Pachyglossa agilis, synoniem Dicaeum agile) is een zangvogel uit de familie Dicaeidae (bastaardhoningvogels).

## Verspreiding en leefgebied
Deze soort komt wijdverspreid voor in het zuidoosten van Azië en telt elf ondersoorten:
- P. a. agile: noordoostelijk Pakistan en India.
- P. a. zeylonica: Sri Lanka.
- P. a. pallescens: van Bangladesh tot Myanmar, noordelijk Thailand en noordelijk Vietnam.
- P. a. modesta: zuidelijk Thailand, Malakka en Borneo.
- P. a. atjehensis: Sumatra.
- P. a. finschi: Java.
- P. a. tincta: centrale Kleine Soenda-eilanden.
- P. a. obsoleta: Timor en Wetar (oostelijke Kleine Soenda-eilanden).
- P. a. striatissima: Luzon (Filipijnen).
- P. a. aeruginosa (Gestreepte honingvogel): Mindoro, westelijke Visayas en Mindanao (Filipijnen).
- P. a. affinis: Palawan (Filipijnen).

## Status
De grootte van de populatie is niet gekwantificeerd maar de soort wordt omschreven als zeldzaam tot vrij algemeen. Op de Rode lijst van de IUCN heeft deze soort de status niet bedreigd.